# Bysjöholmarna (naturreservat, Västmanlands län)
Bysjöholmarna är ett naturreservat i Sala kommun i Västmanlands län. Det utgör en fortsättning på det betydligt större reservat med samma namn i Avesta kommun, Dalarnas län, även det benämnt Bysjöholmarna.
Området är naturskyddat sedan 1976 och är 11 hektar stort. Reservatet omfattar den sydligaste ön, Lillön, av de 11 som utgör Bysjöholmarna i Dalälven. Reservatet består främst av granskog men där finns även gamla ekar, tall, asp och lind.